# Etsuhoa
Etsuhoa is een muggengeslacht uit de familie van de galmuggen (Cecidomyiidae).

## Soorten
- E. sabinae Kieffer, 1898
- E. thuriferae Skuhrava, 1996